# Кирстен Данст
Кирстен Керолајн Данст (енгл. Kirsten Caroline Dunst, IPA: ) америчка је глумица, рођена 30. априла 1982. у Појнт Плезанту, Њу Џерзи (САД). Са напуњене три године почела је наступати у ТВ-рекламама. Са шест година наступила је у омнибус филму Њујоршке приче (прича Едип разбија), а партнер јој је био Вуди Ален. Са седам година играла је са Томом Хенксом у филму Ломача таштине. Као дете је наступила и у ТВ-серији Звездане стазе: Следећа генерација. Са дванаест година прославила се улогом Клаудије у филму Интервју са вампиром, када је била номинована за награду Златни глобус за најбољу споредну улогу. Улога Мери Џејн Вотсон у филмској трилогији Спајдермен (2002—2007) њена је комерцијално најуспешнија улога. На филмском фестивалу у Кану 2011. проглашена је за најбољу глумицу, захваљујући наступу у филму “Меланхолија” Ларса фон Трира. Певачки деби имала је 2001. у филму Преболи ме. Исте године била је запажена њена интерпретација песме After You’ve Gone (После твог одласка) на одјавној шпици филма Мјаукање мачке (енгл. The Cat's Meow) Питера Богдановича.

## Младост
Детињство је провела уз оца Клауса, мајку Инез и брата Кристијана. Њен отац, пореклом је Немац из Хамбурга, а мајка је, немачко шведског - порекла, рођена у Њу Џерзију. Данст је Немица, али је Немачко држављанство узела тек 2011. године и сада има двојно држављанство - Америке и Немачке. До једанаесте године живела је у Њу Џерзију, а затим се сели у Лос Анђелес.

## Интервју са вампиром
Кључни тренутак њене каријере је био када је добила улогу, заједно са Бред Питом и Том Крузом, у филму Интервју са вампиром 1994. године. Филм је екранизација истоименог романа Ен Рајс. Филмски критичари су похвалили њен наступ. Роџер Иберт је прокоментарисао њену способност да пренесе одраз средовечних година у лику очигледне младости. У том филму одглумила је свој први филмски пољубац, са Бред Питом, који је од ње старији осамнаест година. Касније је извјавила да се због тога осећала неугодно. Њено наступање јој је донело награду МТВ, награду Сатурн и прву номинацију за Златни глобус. Џанет Маслин у Њујорку Тајмсу је изјавила да је Она мали вамп са великом будућношћу.

## Каријера
Такође је 1994. године наступила са улогом Ејми у новој верзији филма Мале жене, 1933. године ту улогу је играла Џоун Бенет. У новој верзији филма играла је са Виноном Рајдер и Клер Дејнс. Филм је добио благонаклоне критике. Наступила је 1995. у филму Џуманџи, екранизацији истоимене дечије књиге Криса Ван Алсбурга о злокобној друштвеној игри која након сваког бацања коцке оживљава створења из џунгле. Она је била део ансамбла који су још чинили Робин Вилијамс, Бони Хант и Дејвид Алан Гриер. Филм је широм света зарадио 262 милиона долара. Исте године је од часописа Пипл изабрана међу 50 најлепших личности света, част која ће јој поново бити указана 2002. године.
Данст је 1996. године наступила у трећој сезони Ургентни центар. У њој је глумила Чарли Чиминго, дете-проститутку о којој се почиње старати др. Даглас Рос, протагонист серије кога је глумио Џорџ Клуни. Она је позајмила глас лику младе Анастасије у анимираном филму Анастасија. Године 1997. је играла малу улогу у политичко-сатиричком филму Ратом против истине где су главне звезде били Роберт Де Ниро и Дастин Хопман. Наредне године је позајмила глас за лик Кики, тринаестогодишње калфе која је напустила своје родно село, у енглеској синхронизацији јапанске анимиране серије Доставна служба добре вештице Кики (1988). Затим јој је понуђена улога Анђеле у филмској драми Америчка лепота. Она је ту понуду одбила јер није хтела да се појави у филму са сугестивним сценама сексуалне природе. У филму је глумио Кевин Спејси, а улогу је уместо ње преузела Мина Сувари. Данст је касније изјавила у вези те улоге следеће “Када сам ја читала то (сценарио), имала сам 15 година и нисам сматрала да сам довољно зрела да схватим текст за филм ”. Данст се исте године заједно са Мишел Вилијамс појавила у филмској комедији Дик. Филм је кроз причу о две тинејџерке које стицајем околности руше председника Никсона на пародијски начин приказивао аферу Вотергејт. Исте године је наступила у филму Самоубиство невиних, независној продукцијској драми у режији Софије Кополе, где је играла улогу проблематичне адолесценткиње Лукс Лизбон. Филм је приказан на 43. међународном филмском фестивалу у Сан Франциску. Данст је 2000. године глумила у улози вође навијачица (енгл. Bring It On). Критичари су похвалили Данст. Следеће године имала је улогу у тинејџерској комедији Преболи ме. Она је касније објаснила да је један од разлога прихватања улоге био тај што је имала шансу да пева. Године 2001. је такође добила прилику да пева у филму Мјаукање Мачке (енгл. The Cat’s Meow). У филму је играла легендарну глумицу из доба немог филма - Марион Дејвис у режији Питера Богдановича. Дерек Илеј је у часопису Варијети филм описао као разигран и разметљив, рекавши да је “ово била Данстина најбоља представа до данас”. За свој наступ је добила награду на Филмском фестивалу у Мар дел Плати 2002. године.

## Кирстен Данст у улози стрип јунакиње
Док су се Супермен и Бетмен одавно нашли на великом платну, о Спајдермену је постојала једна стара Тв серија и неколико циклуса цртаних филмова. Ова неправда је коначно исправљена на најлепши могући начин - филмом Спајдермен Сема Рејмија. Кирстен Данст је добила највећу част да глуми девојку највећег суперхероја. Прави посвећеници стрипова који су педесет година пратили на страницама Мери Џејн Вотстон, сада су имали прилику да је виде на великом платну својих биоскопа у лику Кирстен Данст. Ко би рекао да ће један стрип, који су многи са страшћу читали, учинити да Кирстен Данст 2002. године, када је изашао Спајдермен, постане најпопуларнија глумица. Улога суперхероја коме маска прекрива цело лице припала је Тоби Мегвајеру, а улогу Спајдерменове девојке одиграла је Кирстен Данст. Суперхерој Спајдермен из 2002. године је до тада најуспешнији филм њене каријере.
Критичари нису били баш одушевљени њеним следећим појављивањем, драмом Осмех Мона Лизе (2003), а још мање поклоника је имао филм Искупљење (2003). Она је у филму Осмех Мона Лизе била део глумачке групе у којој су се налазили Џулија Робертс, Меги Џиленхол и Џулија Стајлс. Она се затим појавила у филму Вечни сјај беспрекорног ума (2004), са Џим Керијем, Кејт Винслет и Томом Вилкинсоном. Након добро одигране улоге у овом филму поново је у неизбежном наставку Спајдермен 2.(2004). Филм је напунио биоскопске касе и поставио нове, веома тешко достижне, границе у заради.

## Филмографија
| Улоге Кирстен Данст |                                              |               |                   |           |
| Година              | Српски назив                                 | Изворни назив | Улога             | Напомена  |
| 1990.               | Њујоршке приче                               |               | Лисина ћерка      |           |
| 1990.               | Ломача таштине                               |               | Кембел Макој      |           |
| 1994.               | Интервју са вампиром                         |               | Клаудија          |           |
| 1994.               | Мале жене                                    |               | млада Ејми Марч   |           |
| 1995.               | Џуманџи                                      |               | Џуди Шепард       |           |
| 1996.               | Опсада у Руби Риџу                           |               | Сара Вивер        | ТВ филм   |
| 1996.               | Мајка ноћ                                    |               | млада Реси Нот    |           |
| 1997.               | Искрено срце                                 |               | Бони              |           |
| 1997.               | Кула терора                                  |               | Ана Питерсон      |           |
| 1997.               | Анастасија                                   |               | млада Анастасија  |           |
| 1997.               | Ратом против истине                          |               | Трејси Лим        |           |
| 1998.               | Мали војници                                 |               | Кристи Фимпл      |           |
| 1998.               | Штрајк!                                      |               | Вирина фон Стефан |           |
| 1999.               | Ђавоља аритметика                            |               | Хана Стерн        |           |
| 1999.               | Смрт недужних                                |               | Лукс Лисбон       |           |
| 1999.               | Цркни лепотице                               |               | Амбер Аткинс      |           |
| 1999.               | Тајне саветнице                              |               | Бетси Џобс        |           |
| 2000.               | Врана 3: Спасење                             |               | Ерин Рендал       |           |
| 2000.               | Град среће                                   |               | Лида Дојлс        |           |
| 2000.               | Навијачице                                   |               | Торанс Шипман     |           |
| 2000.               | Дубоко                                       |               | Сили              |           |
| 2001.               | Преболи ме                                   |               | Кели Вудс/Хелена  |           |
| 2001.               | Занесена младост                             |               | Никол Окли        |           |
| 2001.               | Највећа холивудска тајна                     |               | Марион Дејвис     |           |
| 2002.               | Спајдермен                                   |               | Мери Џејн Вотсон  |           |
| 2003.               | Лакомисленост                                |               | Софија Мелинџер   |           |
| 2003.               | Кијана: Пророчанство                         |               | Кијана            |           |
| 2003.               | Осмех Мона Лизе                              |               | Бети Ворен        |           |
| 2004.               | Вечни сјај беспрекорног ума                  |               | Мери              |           |
| 2004.               | Спајдермен 2                                 |               | Мери Џејн Вотсон  |           |
| 2004.               | Вимблдон                                     |               | Лизи Бредбури     |           |
| 2005.               | Елизабеттаун                                 |               | Клер Колбурн      |           |
| 2006.               | Марија Антоанета                             |               | Марија Антоанета  |           |
| 2007.               | Спајдермен 3                                 |               | Мери Џејн Вотсон  |           |
| 2008.               | Како изгубити пријатеље и отуђити се од људи |               | Алисон Олсен      |           |
| 2010.               | Све добре ствари                             |               | Кејти Маркс       |           |
| 2011.               | Меланхолија                                  |               | Џастин            |           |
| 2012.               | Девојачко вече                               |               | Реган Крофорд     |           |
| 2012.               | На путу                                      |               | Камил Моријарти   |           |
| 2012.               | Наопачке                                     |               | Еден              |           |
| 2013.               | Блинг Ринг                                   |               | глуми себе        | камео     |
| 2013.               | Спикер 2: Легенда се наставља                |               | дева од облака    | камео     |
| 2014.               | Два лица јануара                             |               | Колет Макфарланд  |           |
| 2015.               | Фарго                                        |               | Пеги Блумквист    | ТВ серија |
| 2016.               | Поноћни специјал                             |               | Сара              |           |
| 2016.               | Скривене бројке                              |               | Вивијан Мичел     |           |
| 2017.               | Опчињен                                      |               | Едвина Дабни      |           |
| 2017.               | Вудшок                                       |               | Тереза            |           |
| 2021.               | Моћ пса                                      |               | Роуз Гордон       |           |
| 2024.               | Грађански рат: Сваком царству дође крај      |               | Ли Смит           |           |